# La Moraña

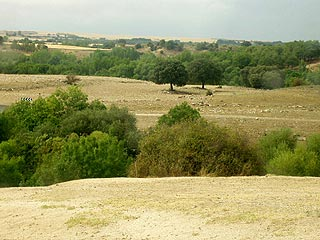
Paesaggio tipico de La Moraña da Peñalba de Ávila.

La Moraña è una comarca della provincia di Avila, nella comunità autonoma di Castiglia e León, in Spagna. Essa si trova nella sua zona settentrionale tra le province di Salamanca, Valladolid, Avila e Segovia.

## Storia
Dopo lo spopolamento causato dalle invasioni arabe, il ritorno al suo popolamento ebbe luogo da parte di Mozarabi e Muladi che, dalla seconda metà del X secolo e per tutto l'XI, si stabilirono in questa comarca, parte dell'Estremadura castigliana e zona di chiara instabilità politica, fino alla riconquista di Toledo del 1085. Queste popolazioni, se pur mantennero in maggioranza la fede cristiana, presentano elementi assimilati in quanto usavano indistintamente la lingua romanza e quella araba e parimenti conservarono la loro cultura romano-visigota, ma con importanti elementi arabi. È a partire dalla riconquista di Toledo e il consolidamento dell'Estremadura castigliana, attraverso i Consigli di città e contado, che la comarca si andò ripopolando con emigrati da altre zone delle penisola iberica.

## Comuni
Alla comarca de La Moraña appartengono 59 comuni.
- Adanero
- Albornos
- Aldeaseca
- Arévalo
- Aveinte
- Barromán
- Bercial de Zapardiel
- Bernuy-Zapardiel
- Blasconuño de Matacabras
- Blascosancho
- El Bohodón
- Cabezas de Alambre
- Cabezas del Pozo
- Cabizuela
- Canales
- Collado de Contreras
- Cantiveros
- Castellanos de Zapardiel
- Cisla
- Constanzana

- Crespos
- Donjimeno
- Donvidas
- Espinosa de los Caballeros
- Flores de Ávila
- Fontiveros
- Fuente el Saúz
- Fuentes de Año
- Gimialcón
- Gutierre-Muñoz
- Hernansancho
- Horcajo de las Torres
- Langa
- Madrigal de las Altas Torres
- Mamblas
- Moraleja de Matacabras
- Muñomer del Peco
- Muñosancho
- Narros del Castillo
- Narros de Saldueña

- Nava de Arévalo
- Orbita
- Pajares de Adaja
- Palacios de Goda
- Papatrigo
- Pedro-Rodríguez
- Rasueros
- Rivilla de Barajas
- Salvadiós
- San Esteban de Zapardiel
- San Pascual
- San Pedro del Arroyo
- San Vicente de Arévalo
- Sanchidrián
- Sinlabajos
- Tiñosillos
- Villanueva de Gómez
- Villanueva del Aceral
- Viñegra de Moraña

## Clima
Il clima è mediterraneo continentalizzato (Csb, nella Classificazione dei climi di Köppen) con inverni freddi (temperature minime fino a -15Cº) ee estati brevi e caldo-temperate (massime fino a 35Cº). Le precipitazioni vanno da 450 a 450 y 650 mm annui, abbondanti in autunno e primavera, e con un periodo secco dai due ai tre mesi.

## Geografia

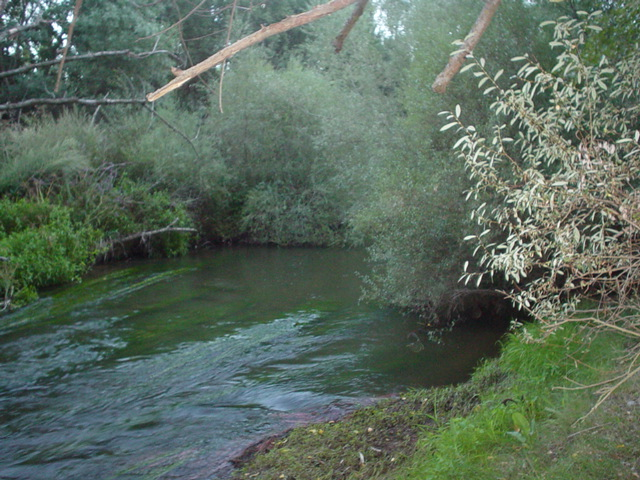
Il fiume Adaja nel suo corso attraverso la comarca a Villanueva de Gómez.

L'altitudine media è di circa 900 m s.l.m.. La sua appartenenza geografica alla Meseta settentrionale si evidenzia con il suo paesaggio monotono, prevalentemente piatto. Le sue campagne uniformi, interrotte da alcune colline come da valli e da zone umide, nelle quali si alternava la coltivazione di cereali e leguminose con l'allevamento di ovini, sono movimentate solo per la presenza del fiume Adaja e dai suoi piccoli affluenti, che attraversano questa comarca e alternano zone boscose e umide, che si aggiungono alle macchie di boschetti e pinete. La massa forestale maggiore si trova sulla riva sinistra dell'Adaja tra Villanueva de Gómez e Arévalo per una lunghezza di circa 30 chilometri.

## Economia

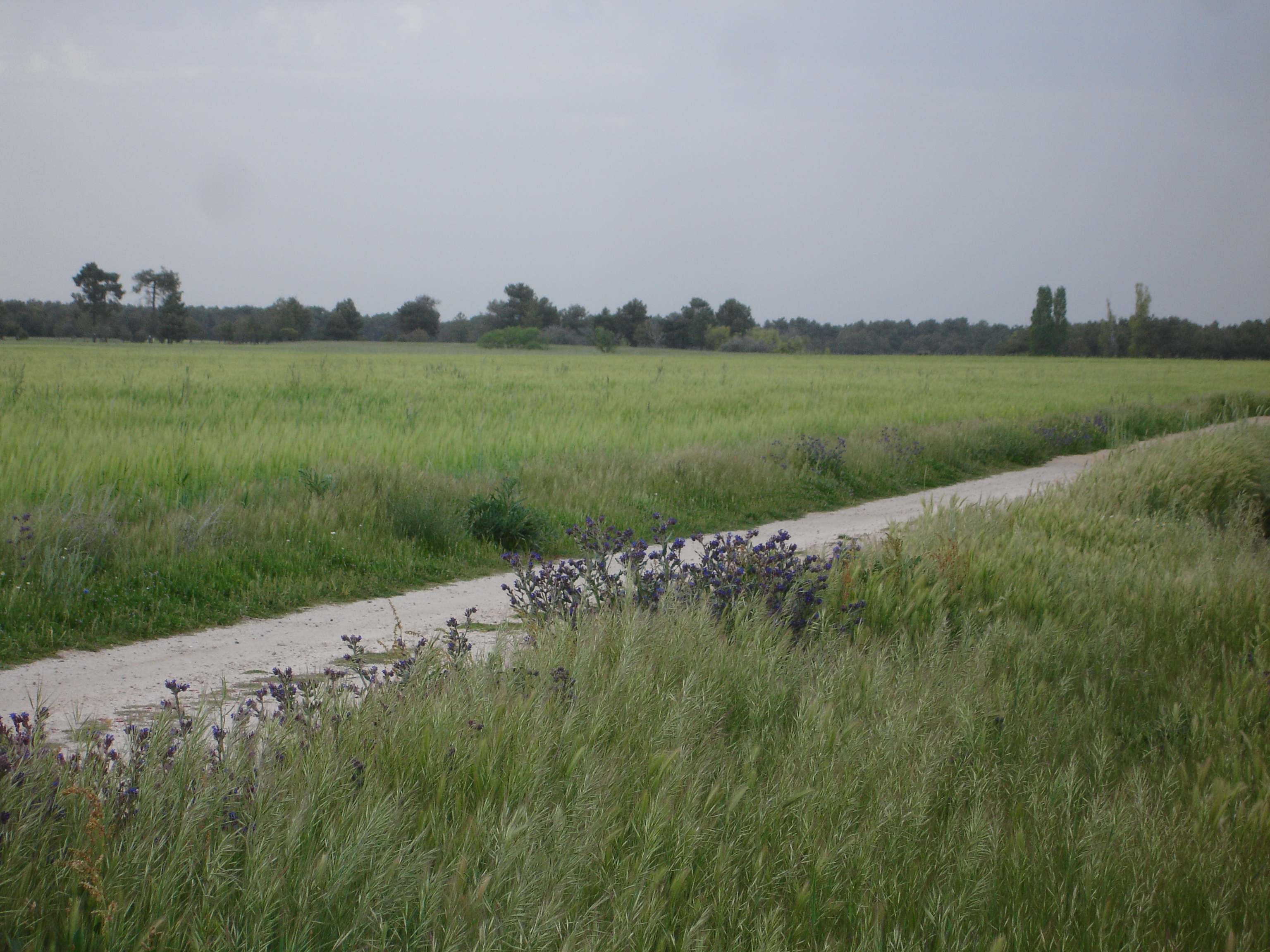
Campo di orzo ne La Moraña, Ávila.

L'economia della comarca è, principalmente, agricola.
Durante il XX secolo, il paesaggio tradizionale cerealicolo si andò trasformando in un'alternanza di aridocolture e culture irrigue grazie alle perforazioni che consentirono l'estrazione di acqua da profonde falde sotterranee. La comparsa di coltivazioni irrigue, aliene alla zona (barbabietola da zucchero, prevalentemente), trasformò l'economia della comarca e la sua proliferazione aggravò il problema della "siccità permanente", che si riflesse nello scarso o inesistente minimo deflusso vitale dei suoi corsi d'acqua.

## Monumenti d'interesse

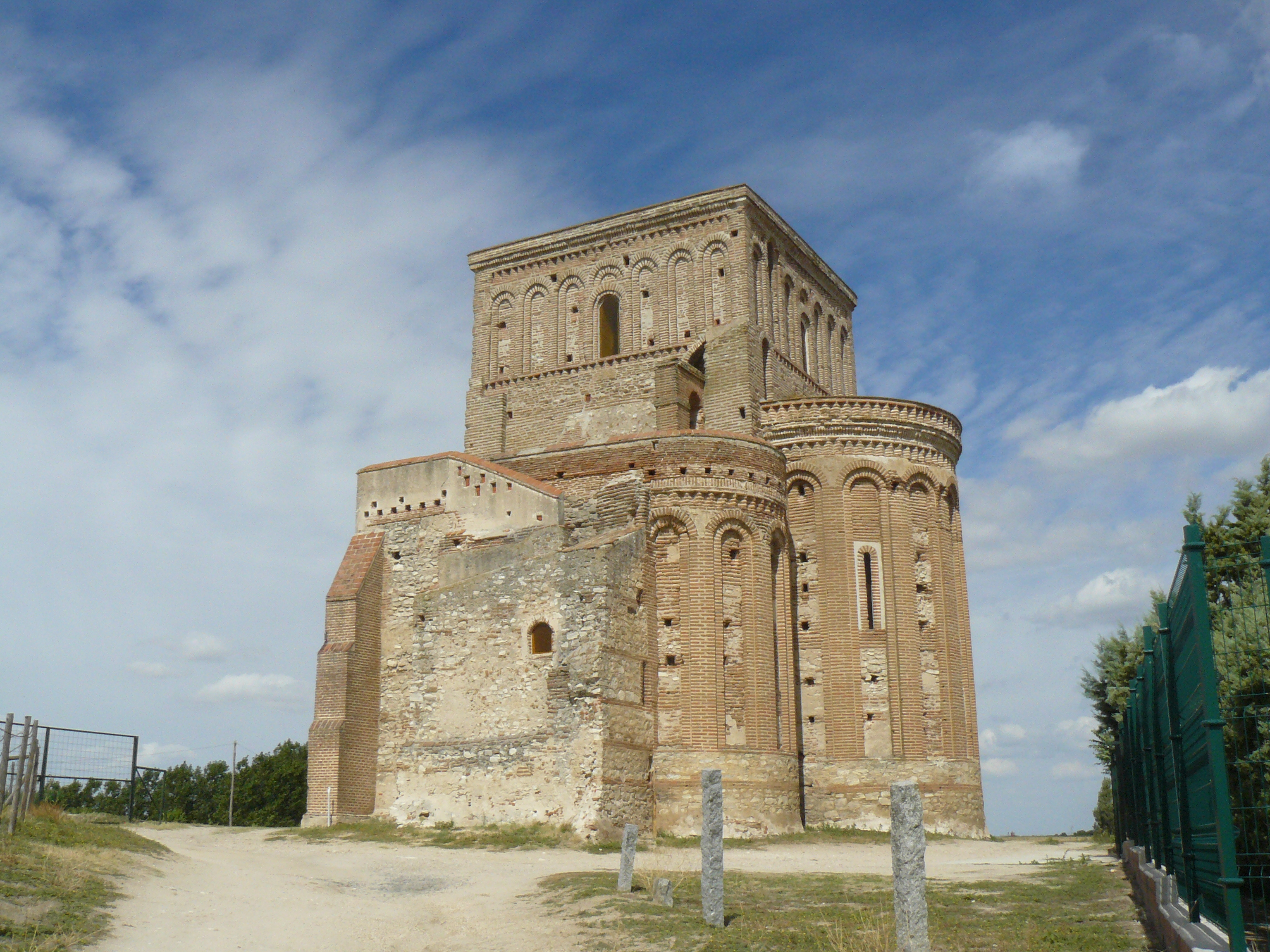
L'eremo della La Lugareja ad Arévalo.

La comarca è costituita da tanti piccoli comuni distanti fra loro mediamente 5 km. In essi si trovano eccellenti monumenti architettonici di stile romanico-mudéjar. Tre significativi esempi di questo stile sono le chiese di San Nicola di Bari nel Madrigal de las Altas Torres, l'eremo de La Lugareja a Arévalo e le chiese parrocchiali di Donvidas, Narros del Castillo, Horcajo de las Torres e Palacios Rubios.